# Zhala Aliyeva
Pour les articles homonymes, voir Aliyeva.
Zhala Aliyeva, née le 1er février 2001, est une lutteuse azerbaïdjanaise. 

## Carrière
Zhala Aliyeva est médaillée d'or dans la catégorie des moins de 57 kg aux Jeux de la solidarité islamique de 2021 à Konya.
Elle est médaillée d'argent dans cette même catégorie aux Championnats d'Europe de lutte 2023 à Zagreb.